# Байрам Беґай
Байрам Беґай (алб. Bajram Begaj; нар. 20 березня 1967, Ррогожине, Албанія) — албанський політик і колишній військовий, якого обрали президентом Албанії 4 червня 2022 року. 9-ий президент країни з 24 липня 2022 року, замінив на посаді Іліра Мету.
Беґай був 26-им начальником Генерального штабу Збройних сил Албанії з липня 2020 року до червня 2022 року. 3 червня 2022 року правляча Соціалістична партія офіційно висунула кандидатуру Беґая в четвертому турі непрямих президентських виборах. Беґай став п'ятим президентом-військовим в історії Албанії після Ахмета Зоґу, Раміза Алії, Альфреда Мойсю і Буяра Нішані.

## Біографія
Байрам Бегай народився 20 березня 1967 року в Ррогожині. У 1989 році закінчив Медичний університет Тирани і став чинним військовим лікарем у 1998 році. Має професійну докторську ступінь, звання доцента в галузі медицини. Одружений, має двох синів.
За свою 31-річну військову кар'єру взяв участь у численних навчальних семінарах і пройшов курси з питань безпеки й оборони. Закінчив Вищу медичну школу післядипломної освіти, пройшов післядипломну спеціалізацію з гастрогепатології, курси менеджменту та курс стратегічного медичного лідерства у США, а також спеціалізовані курси з медицини та охорони здоров’я в Греції.
Обіймав різні військові посади, зокрема: начальника військово-медичної частини, заступника військового директора, директора військового госпіталю в Тирані, директора санітарної інспекції тощо. У липні 2020 року був призначений начальником Генерального штабу Збройних сил Албанії і того ж місяця вступив на посаду.
4 червня 2022 року обраний Народними зборами Албанії на посаду президента при 78 голосах «за», 4 — «проти» і 1 — «утримався». 57 депутатів від опозиції бойкотували голосування, заявивши, що процес висунення кандидатів був незаконним. Змінив Іліра Мету і офіційно вступив на посаду 24 липня 2022 року.